# Liste der Chief Minister von Gibraltar
Chief Minister von Gibraltar ist der Führer der größten Partei im Parlament von Gibraltar. Er wird förmlich vom Gouverneur von Gibraltar ernannt.

## Liste der Chief Minister
| Nr. | Bild           | Name                                                                 | Amtsantritt      | Amtsende         | Partei                                                               |
| --- | -------------- | -------------------------------------------------------------------- | ---------------- | ---------------- | -------------------------------------------------------------------- |
| 1   | Joshua Hassan  | Joshua Hassan (1. Periode)                                           | 11. August 1964  | 6. August 1969   | Association for the Advancement of Civil Rights                      |
| 2   | Robert Peliza  | Robert Peliza                                                        | 6. August 1969   | 25. Juni 1972    | Integration with Britain Party                                       |
| (1) | Joshua Hassan  | Joshua Hassan (2. Periode) 4 Wahlperioden: 1972, 1976, 1980 und 1984 | 25. Juni 1972    | 8. Dezember 1987 | Association for the Advancement of Civil Rights                      |
| 3   | Adolfo Canepa  | Adolfo Canepa                                                        | 8. Dezember 1987 | 25. März 1988    | Association for the Advancement of Civil Rights                      |
| 4   | Joe Bossano    | Joe Bossano 2 Wahlperioden: 1988 und 1992                            | 25. März 1988    | 17. Mai 1996     | Gibraltar Socialist Labour Party                                     |
| 5   | Peter Caruana  | Peter Caruana 4 Wahlperioden: 1996, 2000, 2003 und 2007              | 17. Mai 1996     | 9. Dezember 2011 | Gibraltar Social Democrats                                           |
| 6   | Fabian Picardo | Fabian Picardo 4 Wahlperioden: 2011, 2015, 2019 und 2023             | 9. Dezember 2011 | amtierend        | Gibraltar Socialist Labour Party/Liberal Party of Gibraltar Alliance |